# Yngve Beckman
Bengt Yngve Beckman, född 5 december 1902, död 24 mars 1984 i Släps församling, var en svensk försäkringsman.
Beckman var ursprungligen sjöofficer, blev biträdande direktör för försäkringsbolaget Brand-Victoria 1934, var direktör i Thulebolagen 1936–1942 och blev vice VD 1943. Han var även biträdande direktör för de till koncernen hörande bolagen Norrland, Skandinavien och Brand-Victoria. Beckman anlitades under andra världskriget i statliga utredningar och kommittéer rörande omorganisationen av den militära förvaltningen, var styrelseledamot i Svenska tarifföreningen, i Svenska försäkringsföreningen med mera. Han är begravd på Norra begravningsplatsen utanför Stockholm.